# Salto con gli sci all'XI Festival olimpico invernale della gioventù europea

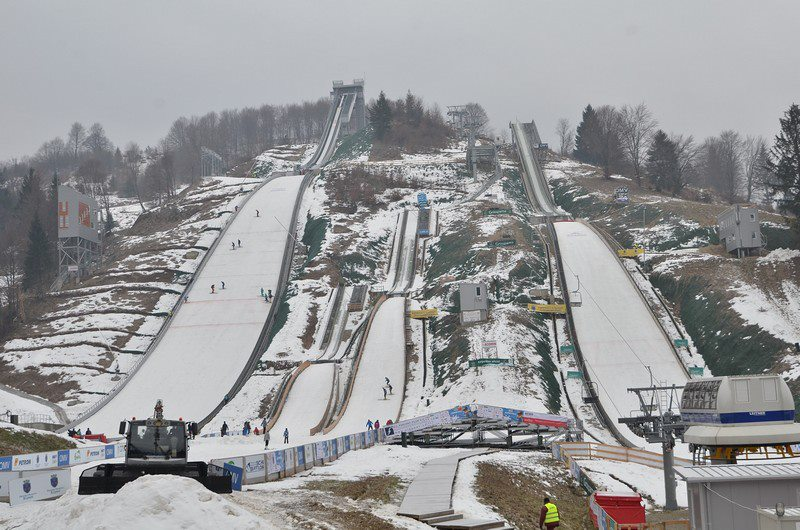
Il trampolino Valea Cărbunării di Râșnov.

Le gare di salto con gli sci all'XI Festival olimpico invernale della gioventù europea si sono svolte dal 18 al 22 febbraio 2013 sul trampolino Valea Cărbunării di Râșnov, in Romania. Il programma prevedeva cinque gare: due maschili, due femminili ed una mista.

## Podi

### Ragazzi
| Evento                       | Oro                                                              | Punteggio | Argento                                                            | Punteggio | Bronzo                                                               | Punteggio |
| HS108 individuale (dettagli) | Cene Prevc                                                       | 261,0     | Anže Lanišek                                                       | 256,0     | Thomas Hofer                                                         | 246,5     |
| HS100 a squadre (dettagli)   | Slovenia Nejc Seretinek Cene Prevc Florjan Jelovčan Anže Lanišek | 987,5     | Germania Paul Winter Julian Hahn Thomas Dufter Sebastian Bradatsch | 952,0     | Austria Maximilian Steiner Mario Mendel Simon Greiderer Thomas Hofer | 935,0     |

### Ragazze
| Evento                      | Oro                                                                                 | Punteggio | Argento                                                               | Punteggio | Bronzo                                                                        | Punteggio |
| HS72 individuale (dettagli) | Anna Rupprecht                                                                      | 225,0     | Sonja Schoitsch                                                       | 224,9     | Lena Selbach                                                                  | 223,3     |
| HS72 a squadre (dettagli)   | Rep. Ceca Karolína Indráčková Michaela Rajnochová Natálie Dejmková Barbora Blažková | 812,9     | Germania Celina Dollberg Carina Wursthorn Lena Selbach Anna Rupprecht | 801,6     | Russia Alina Bobrakova Ajsylu Fachertdinova Alena Sutjagina Kristina Zakirova | 658,7     |

### Misti
| Evento                    | Oro                                                                    | Punteggio | Argento                                                     | Punteggio | Bronzo                                                                      | Punteggio |
| HS72 a squadre (dettagli) | Germania Lena Selbach Anna Rupprecht Thomas Dufter Sebastian Bradatsch | 888,5     | Slovenia Anja Javoršek Julija Sršen Anže Lanišek Cene Prevc | 860,7     | Austria Elisabeth Raudaschl Sonja Schoitsch Maximilian Steiner Thomas Hofer | 812,7     |

## Medagliere
| Pos.   | Paese     | Oro | Argento | Bronzo | Totale |
| ------ | --------- | --- | ------- | ------ | ------ |
| 1      | Germania  | 2   | 2       | 1      | 5      |
| 2      | Slovenia  | 2   | 2       | 0      | 4      |
| 3      | Rep. Ceca | 1   | 0       | 0      | 1      |
| 4      | Austria   | 0   | 1       | 3      | 4      |
| 5      | Russia    | 0   | 0       | 1      | 1      |
| Totale | Totale    | 5   | 5       | 5      | 15     |